# 테노치티틀란

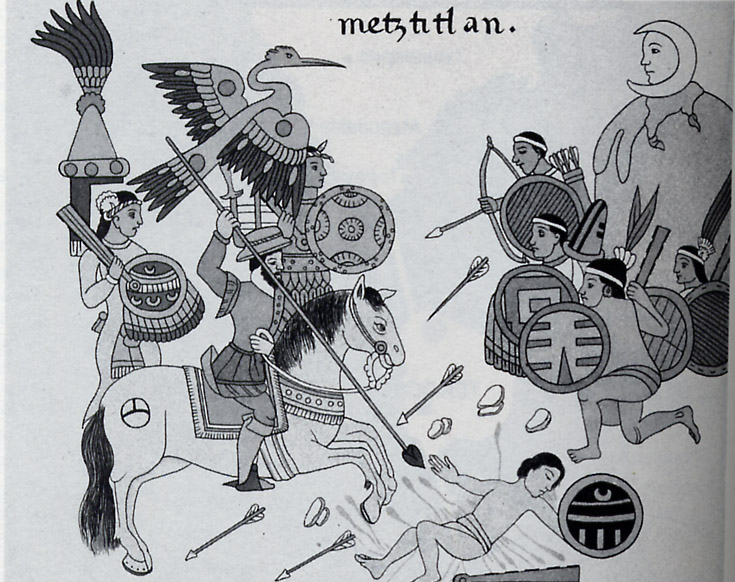
테노치티틀란 전투.

테노치티틀란(나와틀어: Tenōchtitlan)은 아즈텍 제국의 수도로, 오늘날의 멕시코시티에 존재했던 알테페틀이다. 도시가 정확히 언제 세워졌는지는 불명이나, 시 당국에서는 1325년 3월 13일을 테노치티틀란이 세워진 날로 잡고 1925년에 600주년 기념식을 거행했다. 테노치티틀란은 텍스코코 호수 한가운데에 있는 섬들 위에 세워졌다. 15세기 내내 거대한 아즈텍 제국의 수도이자 중심지였으나, 1521년에 에르난 코르테스가 침략하며 정복, 철저히 약탈당했다.
전성기에는 유럽인들이 아메리카 대륙에 진출하기 전에 원주민들이 세운 도시들 중 가장 거대한 도시였다. 그러나 스페인인들에 의한 파괴가 자행되며, 지금은 폐허가 되어버린 유적들만이 도시 한가운데에 남아있다.

## 역사

### 건립
12세기 중반 아스텍 민족이 멕시코 고원 중부로 진출해서 14세기 무렵 아마카피츄틀 왕의 주도로 현 멕시코시티에 테노치티틀란을 건설했다. 테노치티틀란은 15~30만 정도의 주민이 살던 멕시코 고원 최대 도시로 한껏 번영을 누렸다. 도시 이름의 뜻은 "선인장의 땅"으로, 독수리가 선인장 위에 앉아있는 땅에서 나라를 세울 것이라는 부족의 전설을 따른 것이다.

### 몰락
1519년 에르난 코르테스와 그의 부하들이 마야를 정복하고 테노치티틀란으로 진격했다. 코르테스는 아스텍의 군사 정치에 신물이 나 있던 다른 원주민 부족들과 함께 쳐들어갔다. 황제 몬테수마 2세는 코르테스에게 포로로 잡혀 가, 스페인 왕의 신하가 될 것을 요구받았다. 코르테스가 몬테수마에게 스페인에 왕국을 넘기라고 요구했고, 주민들은 그에 반발해 폭동이 일어났다. 폭동의 와중에 코르테스의 부하 4명이 사망하고 아스텍과 스페인을 화해시키려던 몬테수마는 돌에 맞아 죽었다. 결국 아스텍 제국은 스페인 정복자들의 공격으로 무너지게 되었다.

## 유적 구조

### 기본적 구조
테노치티틀란은 호수 위에 떠 있는 둘레 10여km의 장방형 섬으로 건설되었으며 동쪽으로 티오판, 서쪽의 아차코알코, 남쪽의 묘트란, 북쪽의 쿠에포판 등 방위에 따라 네 구역으로 나뉘었다.

### 의식주 문제
식량 해결을 위해 서쪽의 담수지를 막아 농지를 조성했다. 또한 수로를 두개 만들어 어느 한쪽이 청소중이거나 못쓰게 되었을 경우에도 식수를 확보할 수 있도록 했다. 또한 도로는 정기적으로 청소를 했으며 쓰레기는 배에 실어 바다에 버렸다고 전해진다.

## 발굴
1978년 공사 도중 몇몇 유물이 발굴되었다. 그 뒤 멕시코 고고학 연구소 주도로 대규모 발굴 조사가 지속적으로 이루어지며 어느 정도 윤곽을 파악할 수 있게 되었다.

## 참고 자료
- 《판타지 라이브러리》 고대유적편